# József, az álmok királya
A József, az álmok királya (eredeti cím: Joseph: King of Dreams) 2000-ben megjelent amerikai 2D-s számítógépes animációs film, amelyet az 1998-as Egyiptom hercege alkotói készítették el. Az animációs játékfilm Rob LaDuca és Robert C. Ramirez, producer Ken Tsumura. A forgatókönyvet Eugenia Bostwick-Singer, Marshall Goldberg, Raymond Singer és Joe Stillman írta, a zenéjét Danny Pelfrey szerezte. A videofilm gyártója a DreamWorks Animation, forgalmazója a DreamWorks Home Entertainment. Műfaja zenés filmdráma.
Amerikában 2000. november 7-én, míg Magyarországon 2001. április 17-én adták ki VHS-en, később DVD-n is.
Ez volt Szuhay Balázs utolsó szinkronmunkája a bekövetkezett halála előtt.

## Szereplők
| Szereplő                   | Eredeti hang        | Magyar hang                     |
| -------------------------- | ------------------- | ------------------------------- |
| József                     | Ben Affleck         | Miller Zoltán                   |
| Júda                       | Mark Hamill         | Haás Vander Péter               |
| Jákob                      | Richard Herd        | Konrád Antal                    |
| Ráchel                     | Maureen McGovern    | Pápai Erika                     |
| Asenath                    | Jodi Benson         | Auksz Éva                       |
| Zulejka                    | Judith Light        | Détár Enikő                     |
| Potifár                    | James Eckhouse      | László Zsolt                    |
| A fáraó                    | Richard McGonagle   | Vass Gábor                      |
| Simeon                     | Steven Weber        | Bede-Fazekas Szabolcs           |
| Rabszolga-kereskedő        | Steven Weber        | Varga Tamás                     |
| Kikiáltó                   | Dan Castellaneta    | N/A                             |
| Lókereskedő                | Dan Castellaneta    | Fazekas István                  |
| Szolga                     | René Auberjonois    | Szuhay Balázs                   |
| Pék                        | Ken Hudson Campbell | Verebély Iván                   |
| Reuben                     | Tom Virtue          | Rékasi Károly                   |
| Levi                       | Jeff Bennett        | Gáspár András                   |
| Issachar                   | Jess Harnell        | Barabás Kiss Zoltán             |
| Ólom kereskedő             | Jess Harnell        | Rudas István                    |
| Benjámin                   | Matt Levin          | Harsányi Bence                  |
| Zulejka szolgálólánya      | Piera Coppola       | N/A                             |
| Ékszerkereskedőnő          | Piera Coppola       | Némedi Mari                     |
| Kövér börtönőr             | N/A                 | Faragó András                   |
| Vevő a rabszolgapiacon     | N/A                 | F. Nagy Zoltán                  |
| Menna                      | N/A                 | Baradlay Viktor                 |
| Rabszolga-kereskedő társai | N/A                 | Janovics Sándor Wohlmuth István |
| Felolvasó                  | –                   | Tóth G. Zoltán                  |

## Betétdalok
| Magyar                      | Magyar                                 | Angol                        | Angol                                            |
| Dal                         | Előadó                                 | Dal                          | Előadó                                           |
| --------------------------- | -------------------------------------- | ---------------------------- | ------------------------------------------------ |
| József, a mindenünk légy!   | Pápai Erika Konrád Antal Miller Zoltán | Miracle Child                | Maureen McGovern Russell Buchanan David Campbell |
| Légy bölcs                  | Pápai Erika                            | Bloom                        | Maureen McGovern                                 |
| Piactér                     | Bergendy-együttes                      | Marketplace                  | Ensemble Cast                                    |
| Soha-vissza bár merre jársz | Miller Zoltán                          | Whatever Road's at Your Feet | David Campbell                                   |
| Légy hát útmutatóm          | Miller Zoltán                          | Better Than I                | David Campbell                                   |
| Ne feledj többet adni!      | Miller Zoltán Auksz Éva                | More Than You Take           | David Campbell Jodi Benson                       |
| Légy bölcs (repríz)         | Auksz Éva                              | Bloom (reprice)              | Jodi Benson                                      |

## Televíziós megjelenések
- TV2, Paramount Channel
- Film+